# Hogan Knows Best
Hogan Knows Best (magyarul: Hogan jobban tudja) egy amerikai televíziós valóság show, amit a Pink Sneakers Productions készített és rendezett a családfő, Hulk Hogan (Terry Bollea) ötlete alapján. A sorozat a híres pankrátorról, Hulkról, feleségéről Lindáról és két gyermekük, Nick és Brooke mindennapi életéről szól. A Hogan Knows Best forgatásának leállása után 2007-ben egy új sorozatot indított a VH1, immáron a család énekes lányával Brooke-al a főszerepben, Brooke Knows Best néven.

## Története
A valóságshow premiere 2005. július 10-én volt a VH1-en. 2006 eleje óta többek között a CMT, TMF, az MTV és a Bio csatornák is átvették, ezért Amerikán kívül Angliában és Írországban is jobban megismerhették a nézők a Hogan családot. Utána a kanadai TVtropolis és a francia kanadai MusiquePlus televíziós csatorna is műsorra tűzte (franciául a sorozat címe: Hogan a raison (Hogan jobban tudja). Ezek után a Both VH1 (1-3 évad) és az MTV (4. évad) Ausztráliában, az MTV Italia Olaszországban (angolul, olasz feliratokkal), MTV Central Németországban és Ausztriában (angolul, német feliratokkal), a VH1 és az MTV Portugal Portugáliában (angolul, portugál feliratokkal), a The Netherlands MTV (holland feliratokkal) Hollandiában "terjesztette". Végül Franciaországban Game-en (Le monde merveilleux de Hulk Hogan, The Wonderful World Hulk Hogan címmel), C4 és a The Box Új-Zélandon, Norvégiában az MTV Norway és a VH1 csatorna norvég feliratokkal, Latin Amerikában a VH1, spanyol feliratokkal (spanyol címén: Papá Hogan a la Lucha!), Brazíliában a VH1-en lévő portugál feliratokkal (a portugál címe: Papai Hogan Sabe Tudo vagy Daddy Hogan Knows Best) és Finnországban Subon, valamint az MTV Finland-on levő finn feliratokkal (Hurjat Hoganit-nek nevezik) tűzte műsorra.
Magyarországon az MTV Hungary sugározza a műsort.

## Szereplők
- Terry Hulk Hogant szigorú és védő apaként ismerhetik meg a nézők. Több alkalommal azt tervelte ki, hogy kikémleli a lányát, Brooke-ot randevúzás közben, mivel nagyon félti őt az idegen udvarlóktól. Mindazonáltal egy, a családon belüli verseny miatt, ami azzal járt, hogy a helyes barátot találnak Brooke-nak, Terry akitől azt akarták, hogy győzzön annyira rosszul járt, hogy az általa kiválasztott fiú Davey Boy Smith (Harry Smith fia), nem felelt meg Brooke-nak. Végül a lány az anyja által kiválasztott fotóssal ismerkedett meg, amit Hulk nem helyeselt
- Linda Marie Hogan Hulk felesége. Egy lelkes állatszerető nő. Egyszer ideiglenesen, egy epizódban a házába vitt egy a lakásban tartható babacsimpánzt, és komolyan megfontolta, hogy megtartsa azt. Linda sokkal elnézőbb szülő, mint Hulk. Általában engedékenyebb a gyerekeivel szemben.
- Brooke Hogan Hulk és Linda tizenéves lánya, aki fiatalon írt egy új dalt azért, hogy elkezdje a régóta megálmodott karrierjét, és ezért aláírt egy 1.3 millió dolláros szerződést, amikor tizennyolc éves lett. Apja a Brooke-tini becenevet adta neki. A bemutatón Harry Smith megjelenéséről nyers megjegyzéseket említett meg, de ezt a részletet a nézők nem láthatták.
- Nick Hogan Hulk és Linda fia, aki két évvel fiatalabb, mint Brooke. Nicknek mindig humoros a kedve. Bár neki és Brooke-nak barátságos a kapcsolatuk, vannak olyan pillanatok is amikor direkt bajba keverik egymást. Arra törekszik, hogy professzionális birkózó legyen, bár az apja biztatta őt, hogy vegyen színészleckéket.
- Brian Knobbs Hulk régi barátja és korábbi birkózó társa. Knobbs gyakran éri el, hogy megszálljon a családnál, aminek Linda nem nagyon örül. Szintén el akarja éri, hogy Nick és Brooke "bébisziptere" legyen akkor, amikor Hulk és Linda romantikus utazásokra megy.

## Fordítás
- Ez a szócikk részben vagy egészben  a   Hogan Knows Best című angol Wikipédia-szócikk fordításán alapul.  Az eredeti cikk szerkesztőit annak laptörténete sorolja fel. Ez a jelzés csupán a megfogalmazás eredetét és a szerzői jogokat jelzi, nem szolgál a cikkben szereplő információk forrásmegjelöléseként.